# Quantum Performance Measurement System
Das Quantum Performance Measurement System (QPMS) ist ein Performance Measurement System, mit dem die Umsetzung der Unternehmensstrategie gefördert sowie der Grad der Zielerreichung derselben kontrolliert werden kann. Der Ansatz wurde in den späten 80er und frühen 90er Jahre von der Unternehmensberatung Arthur Andersen & Co. entwickelt ( S. 42 und  S. 384).

## Aufbau des Quantum Performance Measurement Systems

Abb. 1 In Anlehnung an S. 19 bzw. S. 14 erstellt. Die gewählte Darstellung weckt Assoziationen an eine aufgehende Sonne bzw. die japanische Flagge, zu vermuten ist eine Anspielung auf das um 1990 in der Welt für Aufmerksamkeit sorgende Lean Management.

Im Fokus des QPMS stehen drei Kategorien von Leistungsmaßen. Dies sind Kosten, Zeit und Qualität, die zugleich auch das „magische“ Dreieck der strategischen Unternehmensführung bilden (vgl. S. 83 ff., S. 384 sowie das PIMS-Konzept). Die Güte der Leistungsmaße wird nach Hronec durch die jeweiligen Empfänger (Stakeholder) definiert. Im Hinblick auf Qualität sind dies die Kunden des Unternehmens, hinsichtlich der Zeit vorwiegend das Management. Die Kosten werden durch verschiedene Interessengruppen einschließlich des Managements und der Aktionäre bestimmt (vgl. S. 18). Die drei Leistungsmaße werden in Relation zueinander gebracht: so bilden Kosten und Qualität eine Wert (Value)- und Qualität und Zeit eine Service-Relation. Ziel des Unternehmens ist es, die Leistungsmaße sowie deren Relationen zueinander gleichzeitig kontinuierlich zu verbessern, um das Oberziel „Quantum Performance“ zu erreichen (vgl. Abb. 1).

### Quantum Performance Matrix
Zur Anwendung des Leistungsmaßsystems wird auf die Leistungserbringungsebenen nach Rummler und Brache zurückgegriffen. Die Ebenen bilden die Dimensionen Menschen, Prozesse und Organisation, welche zusammen mit den Leistungsmaßen Kosten, Zeit und Qualität eine 3x3-Matrix aufspannen, die sogenannte Quantum Performance Matrix.
Eine solche Matrix zeigt die folgende Tabelle mit exemplarisch eingefügten Leistungsmaßen ( S. 22).
|              | Quantum Performance                      |                                          |                                                                                       |                                                                                       |                                                                       |                                                                       |
| Wert         | Wert                                     | Wert                                     | Service                                                                               | Service                                                                               | Service                                                               |                                                                       |
| Kosten       | Kosten                                   | Qualität                                 | Qualität                                                                              | Zeit                                                                                  | Zeit                                                                  |                                                                       |
| Organisation | - Finanziell - Operational - Strategisch | - Finanziell - Operational - Strategisch | - Einfühlungsvermögen - Produktivität - Zuverlässigkeit - Glaubwürdigkeit - Kompetenz | - Einfühlungsvermögen - Produktivität - Zuverlässigkeit - Glaubwürdigkeit - Kompetenz | - Geschwindigkeit - Flexibilität - Reaktionsfähigkeit - Beweglichkeit | - Geschwindigkeit - Flexibilität - Reaktionsfähigkeit - Beweglichkeit |
| Prozess      | - Input - Aktivitäten                    | - Input - Aktivitäten                    | - Übereinstimmung - Produktivität                                                     | - Übereinstimmung - Produktivität                                                     | - Geschwindigkeit - Flexibilität                                      | - Geschwindigkeit - Flexibilität                                      |
| Menschen     | - Vergütung - Entwicklung - Motivation   | - Vergütung - Entwicklung - Motivation   | - Zuverlässigkeit - Glaubwürdigkeit - Kompetenz                                       | - Zuverlässigkeit - Glaubwürdigkeit - Kompetenz                                       | - Reaktionsfähigkeit - Beweglichkeit                                  | - Reaktionsfähigkeit - Beweglichkeit                                  |

### Quantum Performance Modell

Abb. 2 In Anlehnung an S. 25 bzw. S. 18 erstellt. Die Abbildung zeigt das Quantum Performance Measurement Modell.

Zur Definition der Leistungsmaße in den Zellen der Matrix wird von Hronec das Quantum Performance Modell vorgeschlagen. Dieses Modell stellt die Grundstruktur der Leistungsmessung dar und zeigt, wie weit das Unternehmen im Umsetzungsprozess der Implementierung und der Anwendung der Performancemaße ist. Das Bewertungsmodell ist in vier Elemente untergliedert (vgl. Abb. 2).
- Das erste Element sind die Treiber (Driver). Diese beinhalten die Strategie, welche von der Unternehmensführung, den Stakeholder und den Besten des Unternehmensumfeldes (vgl. Best practice) beeinflusst ist. Das Unternehmensumfeld setzt sich dabei aus den Wettbewerbern, Gesetzgebern, der Rohstoffversorgung, den Markteintrittsmöglichkeiten usw. zusammen.

- Das zweite Element sind die Katalysatoren (Enablers). Die Katalysatoren unterstützen die Implementierung der Performancemaße durch Kommunikation, Training, Belohnung und Benchmarking.

- Als drittes Element folgt der Prozess (Process) an sich. Die Ziele werden durch die Strategie bestimmt. Darauffolgend müssen die kritischen Prozesse zur Erreichung der Ziele bestimmt und verstanden werden. Im nächsten Schritt werden die Outputmaße für das gesamte Unternehmen definiert. Anschließend werden die Schlüsselaktivitäten der Prozesse identifiziert. Ist dies erledigt, können die Prozessmaße zur Kontrolle und Überwachung der Schlüsselaktivitäten herausgearbeitet und alle Performancemaße implementiert werden.

- Die kontinuierliche Verbesserung (Continuous Improvement) der vorangegangenen Schritte stellt das vierte Element dar. Dazu wird ständig Rückmeldung gegeben, um neue Ziele zu setzen und die Strategie anzupassen.

Wichtig dabei ist, dass die Leistungsbewertung selbst ein Prozess und kein einmaliges Ereignis ist. Das Ziel des Modelles besteht darin, das Unternehmen zur Quantum Performance anzutreiben. Quantum Performance fokussiert auf Kosten, Qualität und Zeit, was es dem Unternehmen erlaubt seinen Wert und Service für die Stakeholder zu optimieren. Das Modell kann auf jeder Leistungsebene in jedem Unternehmensteil eingesetzt werden. Jeder Teil benötigt dafür seine eigene Strategie, Ziele, Outputmaße usw.

## Fallbeispiel
Im Anschluss wird die Nutzung des Quantum Performance Measurement System an einem Fallbeispiel gezeigt. Das Beispiel orientiert sich an der Fallstudie aus  S. 217 Kapitel 11, ist aber wesentlich verkürzt, da nur die prinzipielle Herangehensweise gezeigt werden soll. Für methodische Unterstützung sei auf  bzw. die Liste der Controllinginstrumente verwiesen.

### Beispielunternehmen
Das Beispielunternehmen ist ein Konsumgüterhersteller mit einem dreistelligen Millionenumsatz im Jahr. Das Unternehmen sieht sich einem steigenden Wettbewerb im In- und Ausland gegenüber. Den Wettbewerbern ist es gelungen, durch Produktionsverlagerung und bessere Prozesse die Lieferzeiten zu verkürzen. Zusätzlich sind die Produkte des Beispielunternehmens in der Bewertung durch die Kunden gefallen.

### Treiber
Auf der Treiberebene ist die Führung für die Ausbalancierung der Anforderung der Stakeholder verantwortlich und verteilt die knappen Unternehmensressourcen. Darüber hinaus trägt die Führungsebene auch für die Implementierung der Leistungsmaße die Verantwortung.
Bei den Stakeholdern sind die Interessengruppen Kunden, Anteilseigner und Mitarbeiter zu unterscheiden. Die Kunden wünschen sich neue Produkte mit neuen Ausstattungsmerkmalen. Auf der Seite der Anteilseigner wird eine kontinuierlich wachsende Profitabilität, ein steigender Return on Investment, sowie ein wachsendes Unternehmen erwartet. Die Mitarbeiter erhoffen einen sicheren Arbeitsplatz und erhöhte Zufriedenheit in ihrer Arbeit.
Das Unternehmen hat im Bereich der Best Practice festgestellt, dass viele ihrer Prozesse effektiver und effizienter gestaltet werden können. Deshalb vergleicht sich das Unternehmen mit Wettbewerbern und anderen Branchen, um die Erfahrungskurve zu verringern.
Mit diesen Informationen kann das Management des Unternehmens eine Strategie festlegen. Eine Komponente der Strategie beinhaltet die Bindung vorhandener Kunden. Dies ist zum einen durch eine Preissenkung möglich oder durch Produktneuentwicklungen. Da Kundenbefragungen den Neuproduktansatz unterstützen, entscheidet sich das Management für die Neuentwicklungsstrategie.

### Katalysatoren
Im Hinblick auf die Bedeutung der Katalysatoren gilt es einen Plan zu entwickeln, bezüglich der Kommunikation, Belohnung, Training und Benchmarking.
Zur Kommunikation kann beispielsweise ein unternehmensweites Meeting durchgeführt werden, in dem allen Mitarbeitern erklärt wird, warum ein neues Maßsystem eingeführt wird. Darüber hinaus sollten die neu einzuführenden Leistungsmaße ein fester Punkt in allen Meetings des Topmanagements sein und die Entwicklung der Leistungsmaße z. B. in der Unternehmenszeitung, dem Intranet dokumentiert werden.
Die Belohnung kann monetär oder nichtmonetär erfolgen. Im Beispiel entscheidet sich das Management dafür, bei Erfüllung bzw. Übererfüllung der Leistungsmaße schriftlich zu gratulieren und Teamphotos im Intranet zu veröffentlichen.
Als Trainings werden verschiedene Kurse angeboten, die auf einen effizienteren und effektiveren Entwicklungsprozess abzielen und das neue Leistungsmaßsystem sowie das Quantum Performance Measurement erklären.
Abschließend werden in dieser Ebene die Bereiche identifiziert, die intern oder extern mittels Benchmarking verglichen werden sollen.

### Prozess

#### Ziele
Als erstes muss die Unternehmensführung Ziele setzen, die die Strategie, die Kundentreue zu pflegen, vorantreibt. Das Unternehmen entwickelt daraus die Ziele:
- In den nächsten zwei Jahren den Produktentwicklungsprozess von der Produktidee bis zur Markteinführung um 50 % schneller durchzuführen (vgl. Time-to-Market).
- Entwicklung von zwei Produkten jährlich, die vom Markt angenommen werden.
- Erzielung von 25 % des Unternehmensgewinns aus neuen Produkten in zwei Jahren.

Diese Ziele berücksichtigen die drei Komponenten des Quantum Performance Measurement Systems. Die Zeit wird mit der Schnelligkeit, mit der man am Markt sein will, berücksichtigt. Qualität steckt in dem Ziel zwei neue Produkte, die vom Kunden gewünscht werden, zu entwickeln. Das Kostenziel wird durch den Unternehmensgewinn in zwei Jahren (zu 25 % aus neuen Produkten gebildet) beschrieben.

#### Kritische Prozesse
Zur Bestimmung der kritischen Prozesse werden vom Management alle Hauptprozesse des Unternehmens identifiziert. Dies sind exemplarisch Prozesse zur Bestimmung von Kundenwünschen und -bedürfnissen, Messung der Kundenzufriedenheit, Steuerung des Unternehmensumfeldes, Planung, Beschaffung, Einsatz von Ressourcen in den Prozessen, Marketing und Vertrieb für die Kunden, Entwicklung neuer Produkte usw. Daraus müssen nun Mithilfe der Unternehmensziele die kritischen Prozesse abgeleitet werden. In diesem Falle ist dies die Entwicklung neuer Produkte, da man mit neuen Produkten um 50 % schneller am Markt sein möchte.

#### Outputmaße
Für den Prozess der Neuproduktentwicklung muss das Unternehmen nun die Ergebnisleistungsmaße entwickeln. Dies geschieht in fünf Schritten.
- Identifizieren der Kunden: Sowohl interne Kunden als auch externe Kunden sind relevant. Die internen Kunden der Neuproduktentwicklung sind die Produktion- und Einkaufsabteilungen. Externe Kunden sind die Käufer des Produkts.

- Identifizieren und Verstehen der Erwartung der Kunden: die Produktion möchte keine Konstruktionsänderungen bei ständig laufender Produktion sowie eine produktionsgerechte Konstruktion. D.h. man möchte keine neuen Maschinen/Werkzeuge und damit kein zusätzliches Training zur Bedienung dieser. Der Einkauf möchte langfristig planbare Bestellungen, um langfristige Lieferbeziehungen aufzubauen und gute Konditionen auszuhandeln.

- Bewertung der Kundenerwartungen: Dies geschieht anhand der Strategie bzw. den bereits festgelegten Zielen.

- Auswählen der Ergebnis- bzw. Outputmaße: Nachdem die vorangegangenen Schritte durchgeführt wurden, nutzt das Unternehmen die Quantum Performance Matrix als Anhaltspunkt zur Entwicklung der Outputmaße. In Abstimmung mit der Strategie entscheidet sich das Unternehmen für die in der folgenden Tabelle zusammengefassten Outputmaße. Die Maße sind in variable und binäre Maße eingeteilt. Die binären Maße sind in der Regel leichter zu bestimmen, die variablen Maße bieten aber den Vorteil, dass mit ihnen eine kontinuierliche Verbesserung gemessen bzw. überprüft werden kann.

|              | Quantum Performance                                               |                                                                   |                                                                                   |                                                                                   | | |
| Wert         | Wert                                                              | Wert                                                              | Service                                                                           | Service                                                                           | Service | |
| Kosten       | Kosten                                                            | Qualität                                                          | Qualität                                                                          | Zeit                                                                              | Zeit | |
| Organisation |                                                                   |                                                                   |                                                                                   |                                                                                   | | |
| Prozess      | - (Input) Budget für die Entwicklung neuer Produkte [binäres Maß] | - (Input) Budget für die Entwicklung neuer Produkte [binäres Maß] |                                                                                   |                                                                                   | - (Geschwindigkeit) Zykluszeit der Produktentwicklung [variables Maß] - (Flexibilität) Teileanzahl des Produktes oder Zahl der Zulieferer [variables Maß] | - (Geschwindigkeit) Zykluszeit der Produktentwicklung [variables Maß] - (Flexibilität) Teileanzahl des Produktes oder Zahl der Zulieferer [variables Maß] |
| Menschen     |                                                                   |                                                                   | - (Attraktivität) Kundenumfrage: „Würden Sie das Produkt kaufen?“ [variables Maß] | - (Attraktivität) Kundenumfrage: „Würden Sie das Produkt kaufen?“ [variables Maß] | | |

- Ziele setzen: Da es sich bei der Neuproduktentwicklung um eine Hauptaktivität (vgl. Kernprozess) handelt, wird nach Spitzenstandards im Wettbewerb bzw. auch in anderen Branchen gesucht, um Ziele für die gewählten Ergebnismaße Input (Budgets), Geschwindigkeit, Flexibilität und Attraktivität zu bestimmen.

#### Schlüsselaktivität
In dem Prozess der Neuproduktentwicklung werden vier Schlüsselaktivitäten/-Prozesse identifiziert. Dies sind:
- das konzeptionelle Design,
- das Produktdesign,
- das Prototyping und
- das Target Costing

#### Prozessleistungsmaße
Exemplarisch wird aus diesen vier Schlüsselaktivitäten nur das konzeptionelle Design weiterbetrachtet.
Zur Bestimmung der Prozessleistungsmaße werden erneut die Unternehmensziele herangezogen. Im Fokus steht die Markteintrittsgeschwindigkeit, die Marktakzeptanz, und der Gewinn.
Im zweiten Schritt dient wieder die Quantum Performance Matrix als Orientierung zur Bestimmung von Kosten-, Qualitäts- und Zeitmaßen.
Gefolgt vom dritten Schritt, in dem bestimmt wird, was wie gemessen wird. Die im Beispiel gefundenen Prozessleistungsmaße sind in nachfolgender Tabelle dargestellt.
|              | Quantum Performance | | | | | |
| Wert         | Wert | Wert | Service | Service | Service | |
| Kosten       | Kosten | Qualität | Qualität | Zeit | Zeit | |
| Organisation | | | | | | |
| Prozess      | - (Input) Grad der Zielkostenerfüllung, Budget der Produktionskosten eingehalten bzw. wie groß ist die Abweichung? (bspw. bestimmt mit Target Costing) [Variables und/oder binäres Maß] | - (Input) Grad der Zielkostenerfüllung, Budget der Produktionskosten eingehalten bzw. wie groß ist die Abweichung? (bspw. bestimmt mit Target Costing) [Variables und/oder binäres Maß] | - Frühzeitige Einbeziehung der Lieferanten (Zeitpunkt nach Projektstart) [Variables und/oder binäres Maß] - Funktionsübergreifender Input (Wie viele Abteilungen/Bereiche sind beteiligt?) [binäres Maß] - (Übereinstimmung) Design Standards angewendet/eingehalten? [binäres Maß] | - Frühzeitige Einbeziehung der Lieferanten (Zeitpunkt nach Projektstart) [Variables und/oder binäres Maß] - Funktionsübergreifender Input (Wie viele Abteilungen/Bereiche sind beteiligt?) [binäres Maß] - (Übereinstimmung) Design Standards angewendet/eingehalten? [binäres Maß] | - Funktionsübergreifender Input zur richtigen Zeit vorhanden (vgl. Best practice) [binäres Maß] - (Flexibilität) Anzahl gleicher Teile beim Produktdesign [variables Maß] - (Geschwindigkeit) Anzahl der Produktionsschritte [variables Maß] | - Funktionsübergreifender Input zur richtigen Zeit vorhanden (vgl. Best practice) [binäres Maß] - (Flexibilität) Anzahl gleicher Teile beim Produktdesign [variables Maß] - (Geschwindigkeit) Anzahl der Produktionsschritte [variables Maß] |
| Menschen     | | | - (Kompetenz) Leistungstest der Mitarbeiter oder Zertifikate [binäres Maß] | - (Kompetenz) Leistungstest der Mitarbeiter oder Zertifikate [binäres Maß] | - (Beweglichkeit) Anzahl vorhandener Fähigkeiten [variables Maß] | - (Beweglichkeit) Anzahl vorhandener Fähigkeiten [variables Maß] |

Im vierten Schritt werden die am Prozess beteiligten Mitarbeiter befragt, ob es ihnen mit den gefundenen Prozessleistungsmaßen möglich ist, den Prozess zu kontrollieren und kontinuierlich zu verbessern. Ist dies nicht der Fall, besteht die Möglichkeit, die Leistungsmaße anzupassen.
Abschließend werden die Maße wieder in variable und binäre Maße eingeteilt. Diese Einteilung ist in der oben dargestellten Tabelle bereits vorgenommen.

#### Implementierung
Im letzten Arbeitsschritt muss das System aus Leistungsmaßen implementiert werden. Dies lässt sich in folgende Arbeitspunkte gliedern:
- Zuerst muss ein Berichtssystem entwickelt und bewertet werden. Dazu müssen Verantwortlichkeiten, die Form der Berichterstattung, die Häufigkeit und der Beginn der Berichterstattung geklärt werden.

- Im Beispiel nutzt das Management die Outputmaße, um den Grad der Zielerreichung zu bewerten. Die Outputmaße sollten dazu zusammengefasst, möglichst grafisch aufbereitet, die Entwicklung der Maße sollte angezeigt und mit Benchmarks verglichen werden.

- Die Prozessleistungsmaße hingegen werden dem Management nicht berichtet, sie verbleiben beim Prozess selbst. Dort werden sie an z. B. Schautafeln dargestellt. Ihre Aufgabe ist es, den beteiligten Mitarbeitern eine Prozesskontrolle zu ermöglichen bzw. die Maße gezielt zur Optimierung des Prozesses einzusetzen.

- Nun beginnt das Unternehmen zu messen und zu berichten und folglich die Prozesseoptimierung zu unterstützen.

### Kontinuierliche Verbesserung
Nach der Implementierung muss dem Leistungsmaßsystem genug Zeit gegeben werden, sich zu bewähren. Zur kontinuierlichen Verbesserung des Maßsystems wird dazu ein geeigneter Zeitraum festgelegt, nachdem die Leistungsmaße in Abstimmung mit der Strategie und den Zielen hinterfragt, bzw. deren Effektivität beurteilt wird. Sollten sich Maße als nicht geeignet herausstellen oder sich die Randbedingungen geändert haben, müssen die Prozessleistungsmaße, die Ziele oder sogar die Strategie selbst angepasst werden und der Kreislauf wird aufs Neue teilweise oder insgesamt durchlaufen.